# Danza folclórica de Finlandia
Finlandia tiene una tradición muy rica en danzas folclóricas. Estas han sido influidas por las culturas de  Escandinavia y de Rusia.
La danzas folclóricas más populares son polkka, jenkka, sottiisi, valssi, polska, menuetti y todos las danzas típicas de la región de Karelia. El ritmo y alegría son característicos en las danzas de Karelia. 
Algunos de los bailes que se practican hoy en día vienen de hace muchos siglos y se han ido renovando con el tiempo.

## Festivales folclóricos
Los festivales folclóricos de Finlandia son importantes ocasiones para observar estas danzas.
Los más importantes son:
- Kaustinen Folk Music Festival, en julio
- Pispalan Sottiisi, cada dos años en junio en Tampere
- Tanssimania, cada dos años en septiembre en Tampere
- Folklandia Festival, festival especial en ferry de Turku a Estocolmo en enero
- Hollo ja Martta, en octubre en Hollola
- Kihaus, en julio en Rääkkylä
- Zembalot, en julio en Alavus
- Jutajaiset, en julio en Rovaniemi

## Grupos de danza folclórica
Grupos famosos de la danza folclórica de Finlandia:
- Alakanta
- Katrilli, Helsinki
- Kärri, Helsinki
- Matit ja Maijat, Hollola
- Motora, Joensuu
- Petkele, Helsinki
- Rimpparemmi, Rovaniemi
- Siepakat
- Sorokoska, Tampere
- Tsuumi, Helsinki

- Datos: Q8466013